# 187工程
187工程（羅馬化：Object 187）是一款蘇聯的實驗性主力戰車，發展於1980年代晚期至1990年代中期。由於該戰車有許多技術數據和細節被列為機密，且尚未公布，因此187工程較不為外界所知。

## 設計
187工程裝備了尖端科技的系統，並且減少了許多傳統蘇聯戰車的缺點。該戰車原先僅被定位為新型戰鬥平台發展完成以前的暫時性解決方案。187工程與188工程（也就是後來的T-90主力戰車）是同時並進的計畫。187工程是以T-72B主力戰車為基礎而設計的，並擁有一個被大幅改裝的砲塔。一個特別顯著的特色是187工程摒棄了T-64戰車的車體設計。重新設計過的車體佈局佔據了更多空間，但也更符合人體工學，傾斜裝甲的防護力也有所提昇。由於車體前端被加長，因此駕駛席被降低，而駕駛所使用的觀察視鏡則被安裝於底盤頂部，這與T-64戰車以及後來的衍生型相當不同。這樣的設計修正了T-64戰車上最為人所詬病的弱點－炮塔及車體間接合的區域。另外，新設計也使將裝甲安裝至更有效的角度成為可能，以便反制現代次口徑穿甲彈的攻擊。187工程裝有一個新的焊接炮塔；與傳統的鍛造炮塔不同，187工程的炮塔使用了軋壓均質裝甲。187工程、188工程（T-90）以及後來的T-80UD上的焊接炮塔的開發工作基本上是同時進行的。
187工程使用了902A「雲」榴彈發射器（俄語：902A "Tucha"）以便發射煙霧彈。車上亦有安裝潛水裝置。
187工程試用了許多不同的發動機及傳動系統，其中包括一款汽油渦輪引擎。在測試期間，能輸出1200匹馬力的A-85-2引擎被證明是所有發動機中最出色的。發動機被縱向安裝至車內，與T-34戰車的安裝方式類似。戰車上安裝的一款新型車盤和液壓避震器對於187工程的機動性亦有相當的幫助。

### 主要武裝
在測試期間，一些187工程的原型車裝備了與T-80B主力戰車相同的125毫米2A46M滑膛炮。稍後亦有計畫為187工程安裝一門彈道更為平穩的125毫米2A66滑膛炮。為了適應需求，一種新的貧鈾芯次口徑穿甲彈與主炮一同被研製出來。2A66的外型與2A46M不甚相同。2A66的砲口裝有一具制動器，主要功能是為飛彈導引系統保持清晰的視野，同時也能抵銷新型主炮強大的後座力。2A66的炮管被加長，炮膛也被加大，以便裝填更大的炮彈。187工程配備了當代最先進的射控系統，且領先全球數年；直到1990年代晚期才有國家開發出能與187工程匹敵的射控系統。
2A66是以2A46M為基礎製成的，屬於較傳統的滑膛炮，其版本界於2A26和新世代的2A82滑膛炮間。125毫米2A82稍早（1970年代晚期）曾被安裝至785工程以進行測試。785工程也曾裝備一門130毫米線膛炮。在187工程的開發階段中，另一款實驗性主力戰車也同時在發展中。這款戰車即是292工程，裝備了一門威力強大的152.4毫米線膛炮。與187工程同時期的西方國家也有類似的計畫，主要即是為了應對火力日益強大的蘇聯戰車。早在187工程開始研製前幾年，美國即曾嘗試在M1主力戰車上安裝140毫米火炮，這種改型被稱為CATTB M1。數年後，德國亦開發出了豹2-140坦克，同樣裝備了140毫米主炮。稍後，瑞士研製出Pz 87-140坦克，裝備了140毫米主炮及額外的附加裝甲。然而，西方國家的坦克改型多半僅注重火力的提高，而187工程則側重於極端強化其防護力，這使它大幅超越三個世代的主力戰車裝甲，甚至可媲美現代的新式主力戰車。不過冷戰時代末期，仍有部份同時期研製中的現代主力戰車原型足以媲美187工程。中國的99式主力戰車與南韓的K2黑豹式主力戰車便是個很好的例子，兩者均裝備50倍徑以上的長身管主炮，可發射次世代的動能穿甲彈或炮射導彈，並使用相當有效的主動式防禦系統。俄羅斯的195工程則大大超越了187工程的技術水準；該戰車甚至被認為太過先進，因此到目前為止還沒有任何國家能研發出能與之相抗衡的戰車。

### 裝甲
187工程的炮塔及車體正面使用非複合式裝甲，車體其餘部分則使用軋壓均質裝甲。187工程也裝有新型的「孔雀石」反應裝甲，是Kontakt-5反應裝甲的原型；另外亦有安裝「窗簾」主動防護系統。反應裝甲的最大物理厚度可達到950毫米，並可能含有如陶瓷或高密度鈾合金等特殊材質。

## 歷史
187工程的開發工作始於1986年6月19日，並由隸屬於蘇聯交通工業機械部（Народный комиссариат танковой промышленности СССР）的烏拉爾設計局負責設計；該計畫原先僅是T-72B主力戰車的改裝項目之一。該計畫後來被蘇聯官方定位為次世代主力戰車的發展計畫，因此設計必須要能滿足當時其他主力戰車所無法達成的作戰需求。187工程的各款原型車分三批被製造出來，而每一批原型車皆與前一批大不相同，清楚反映了蘇聯戰車設計的演進過程。不過，每輛原型車間的內裝則是大同小異。
187工程總共有六個改進型：
- 第一改進型：使用一具840匹馬力引擎，並裝備了Kontakt-5反應裝甲。在經過測試後，第一改進型即被拆解，車體則繼續被第三改進型所使用。動力系統稍後則被用於188工程（T-90）上。
- 第二改進型：使用了一具1000匹馬力引擎。第二改進型的測試結果表明其對當代武器的攻擊擁有絕佳的防護性能。第一改進型以及第二改進型是與T-90主力戰車外觀最為類似的187工程原型車。
- 第三改進型：原先被設定為特殊原型車，以便測試187工程的結構穩定性；也因此，第三改進型一直沒有完成安裝所有零組件。與第一及第二原型車系列不同，第三原型車系列裝有一款以軋壓均質裝甲製成的新式焊接炮塔。這些炮塔的外型與T-90S、T-90SA與T-90A的炮塔相當類似。事實上，這些戰車的炮塔即是以187工程第三原型車的炮塔為基礎設計的。第三改進型原先裝備了一具1000匹馬力引擎，但為了測試需求，後來改為安裝T-80U的1250匹馬力引擎以及傳動系統，還有相應的液壓避震器。測試結果表明柴油引擎比汽油渦輪引擎來得優越。一輛187工程的原型車被送往阿爾扎馬斯-16核能中心進行核能防護測試。該輛原型車裝備了Kontakt-5爆炸反應裝甲。
- 第四改進型：替換引擎及傳動系統前的第四改進型與第三改進型類似。它有一個新式且較大的焊接炮塔。這款改進型裝備了A-85-2引擎，可輸出1200匹馬力。它也裝有一款新的「孔雀石」反應裝甲，裝甲板主要以鈦合金製成。
- 第五改進型／第六改進型：最為先進的型號，而兩者間的差異僅是傳動系統的不同。第五改進型使用了機械傳動系統，第六改進型則裝備了液壓式傳動系統。兩款改進型皆安裝了A-85-2引擎。車體的前端區域更加大了整體體積。炮塔的裝甲防護力大幅增長，而且體積也同樣被加大，寬度來到3.12公尺（不計反應裝甲），是所有蘇聯戰車中炮塔最寬的。兩款改進型皆裝備與第四改進型相同的「孔雀石」反應裝甲，不過該裝甲是以鋼製成的，而非前一型號的鈦合金。[1]

### 現況
烏拉爾設計局為了使187工程能為俄軍所採納而作出了許多努力。但即便經過測試後，該坦克展現出高度優異的作戰能力，187工程最終仍然沒有被採納。同時期的188工程（T-90）反而較受俄軍歡迎。根據187工程的設計總監弗拉基米爾·伊萬諾維奇·波特金（Vladimir Ivanovich Potkin）的說法，187工程應該要成為整個未來的蘇聯戰車家族的發展基石，並成為開發更先進、更強大戰車的研製基礎。
由於俄羅斯政府的刻意保護，時至今日，依然有許多187工程的謎團尚未被解開。在外界流通的187工程技術數據及資料多半都是估計或臆測的。187工程第6型的具體資料至今依然被烏拉爾設計局隱藏。不過該戰車很有可能已經被送往烏拉爾國家生產企業博物館以便儲存和展示。烏拉爾國家生產企業博物館不斷要求官方移轉至少一輛187工程原型車以便修繕保存，但被俄羅斯官方嚴正拒絕。然而，根據一些來源的資訊，庫賓卡戰車博物館有計畫要修復現存的187工程，並隨後對外公開展示。

## 註記
1. 1 2 3 4 5  Танк "Объект 187" （页面存档备份，存于） (in Russian)
2. 1 2  .   [2016-02-17]. （原始内容存档于2009-09-19）.